# U-18-Faustball-Europameisterschaft 2011
Die 10. Faustball-Europameisterschaft für männliche U18-Mannschaften fand 2011 in Jona (Schweiz) zeitgleich mit der Europameisterschaft 2011 für weibliche U18-Mannschaften statt. Die Schweiz war zum fünften Mal, Jona zum zweiten Mal, Ausrichter der Faustball-Europameisterschaft der männlichen U18-Mannschaften.

## Vorrunde
Spielergebnisse
| 09.07.2011 | Schweiz     | – | Österreich  | 3:1 | (7:11, 11:3, 11:5, 11:9)       |
| 09.07.2011 | Deutschland | – | Italien     | 3:0 | (11:3, 11:7, 11:3)             |
| 09.07.2011 | Schweiz     | – | Italien     | 3:0 | (11:2, 11:1, 11:4)             |
| 09.07.2011 | Österreich  | – | Deutschland | 0:3 | (4:11, 4:11, 2:11)             |
| 09.07.2011 | Schweiz     | – | Deutschland | 3:2 | (6:11, 11:8, 11:8, 9:11, 11:5) |
| 09.07.2011 | Österreich  | – | Italien     | 3:0 | (11:7, 11:2, 11:6)             |

## Halbfinale
Der Sieger der Vorrunde war direkt für das Finale qualifiziert, der Zweite und der Dritte spielten im Halbfinale um den Finaleinzug.
| 10.07.2011 | Deutschland | – | Österreich | 3:0 | (11:7, 11:7, 11:5) |

## Finalspiele
| Spiel um Platz 3 | Spiel um Platz 3 | Spiel um Platz 3 | Spiel um Platz 3 | Spiel um Platz 3 | Spiel um Platz 3               | Spiel um Platz 3 |
| ---------------- | ---------------- | ---------------- | ---------------- | ---------------- | ------------------------------ | ---------------- |
| 10.07.2011       | Österreich       | –                | Italien          | 3:0              | (11:9, 11:2, 11:6)             |                  |
| Finale           |                  |                  |                  |                  |                                |                  |
| 10.07.2011       | Schweiz          | –                | Deutschland      | 3:2              | (11:8, 8:11, 11:3, 6:11, 11:8) |                  |

## Platzierungen
| Rang | Land        |
| ---- | ----------- |
| 1.   | Schweiz     |
| 2.   | Deutschland |
| 3.   | Österreich  |
| 4.   | Italien     |